# HolidayDream: Sounds of the Holidays Vol. One
HolidayDream: Sounds of the Holidays Vol. One è un album di cover del gruppo musicale statunitense The Polyphonic Spree, pubblicato nel 2012.

## Tracce
1. A Working Elf's Theme – 1:25 (Tim DeLaughter)
2. Winter Wonderland – 2:10 (Felix Bernard, Richard B. Smith)
3. The Christmas Song (Chestnuts Roasting on an Open Fire) – 2:27 (Mel Tormé, Bob Wells)
4. Happy Xmas (War Is Over) – 3:50 (John Lennon, Yōko Ono)
5. Silent Night – 1:46 (Joseph Mohr, Franz Xaver Gruber)
6. Silver Bells – 6:56 (Jay Livingston, Ray Evans)
7. Do You Hear What I Hear? – 3:44 (Noël Regney, Gloria Shayne)
8. Carol of the Drum (Little Drummer Boy) – 4:10 (Katherine Kennicott Davis)
9. White Christmas – 2:08 (Irving Berlin)
10. Let it Snow – 2:39 (Sammy Cahn, Jule Styne)
11. It's the Most Wonderful Time of the Year – 2:39 (Edward Pola, George Wyle)
12. Silver Bells (Reprise) – 4:05 (Livingston, Evans)
13. Holidaydream – 0:54 (DeLaughter)